# Deutsche Fußballmeisterschaft 1905/1906
Čtvrtý ročník Deutsche Fußballmeisterschaft (Německého fotbalového mistrovství) se konal od 22. dubna do 27. května 1906.
Turnaje se zúčastnilo deset klubů. Vítězem turnaje se stal klub VfB Lipsko, který porazil ve finále 1. FC Pforzheim 2:1 a získal tak druhý titul v klubové historii.